# ماثرة (القفر)

تعديل مصدري - تعديل

ماثرة محلة تابعة لقرية المغلق، التابعة لعزلة حمير بمديرية القفر إحدى مديريات محافظة إب في الجمهورية اليمنية، بلغ تعداد سكانها 21 حسب تعداد اليمن لعام 2004.